# Claire Degans
 (septembre 2016).
Claire Degans est une artiste peintre française, née à Montpellier en 1977.

## Biographie
Après avoir obtenu une licence d'arts plastiques à l'université de Montpellier en 1997, Claire Degans complète sa formation en gravure à l'École supérieure des arts appliqués Duperré à Paris de 1997 à 2001. Elle obtient en 1998 une maîtrise d'esthétique à l'université Paris I ainsi qu'une licence d'histoire de l'art de 1998 à 1999.
Elle se dirige dès 2002 vers la peinture, la gravure et l'illustration, alternant les expositions personnelles de peinture et les publications d'albums pour la jeunesse (Actes Sud, Hachette, Flammarion, Gautier-Languereau, etc) ainsi que des dessins de presse (Libération, Madame Figaro, etc). 
Ses paysages, contemplatifs, sont la transcription poétique d’un rapport au monde proche de la peinture taoïste chinoise. On retrouve également dans ses illustrations une dimension onirique et une certaine douceur.
Elle s'est établie à Sumène.

## Publications
- Octobre 2010 : La Tapageuse, Didier Jeunesse.
- Mars 2010 : Les malheurs de Sophie, Gründ.
- Septembre 2009 : Il était une fois…, Éditions Milan.
- Juin 2009 : La Belle et la Bête, Nathan.
- Septembre 2008 : L’enfant coquillage, Gecko.
- Juin 2008 : Histoire de pirates, Fleurus presse.
- Juin 2008 : Le Bleu de Madeleine, Gautier-Languereau.
- Septembre 2007 : Comptines d'Asie, Didier Jeunesse.
- Mars 2007 : Les habits neufs de l'empereur, Glénat.
- Octobre 2006 : Cendrillon, Lito.
- Octobre 2006 : Didon et Enée, Actes Sud.
- Octobre 2006 : Histoires d'habits magiques, Flies France.
- Mars 2006 : Aigues-Morte, Édition du Patrimoine, Monum.
- Janvier 2006 : Blanche-Neige, Lito.
- Septembre 2005 : L'arbre à pluie, texte de Agnès de Lestrade, Milan.
- Juin 2005 : Peau d'âne, Lito.
- Juin 2005 : Histoires de princesses, Lito.
- Avril 2005 : Contes de la mer, Flies France.
- Novembre 2004 : Ondine, fille des lacs, Père Castor,Flammarion.
- Octobre 2004 : Contes de Frissons, Flies France.
- Octobre 2004 : Contes de Perrault, Lito.
- Septembre 2004 : Contes d'Asie, Lito.
- Avril 2004 : La petite fille qui gambadait sur les toits, Les Belles Histoires,  Bayard.
- Octobre 2003 : Citrouille et Pomme d'amour, Lito.
- Octobre 2003 : La fille d'or et la fille de cendre, Père Castor, Flammarion.

## Récompenses
- Prix Octogones pour Contes de frissons.

## Expositions
- - Février 2022 : Galerie L’étang d’Art, Bages.
  - Septembre-octobre 2019 : Abbaye Saint-André, Villeneuve les Avignons.
  - Mai 2019 : Artistes à suivre, Haute-vallée de l’Aude.
  - Janvier- février 2019 : Galerie Etc, Bédarieux.
  - Juillet 2018 : Salon de Bréau et Salagosse, Cévennes.
  - Juillet-août 2017 : Galerie L’Etang d’art, Bages.
  - Mai 2017 : Artistes à suivre, Haute-vallée de l’Aude.
  - 6, 7, 8 Octobre 2016 : 3e Salon des Arts Sud Luberon, La Tour d’Aigues
  - Eté 2016 : Galerie de la Paix, Sélestat.
  - Novembre 2015 : Espace Morastel, Mauguio.
  - Eté 2015 : Château de la Motte, Marcorignan.
  - Mai 2015 : Artistes à suivre, Haute-vallée de l’Aude.
  - Décembre 2014 : Palais Lumière, Evian.
  - Juillet 2014 : Galerie Les Pinceaux de Cocagne, Lautrec.
  - Juillet 2013 : Atelier-Galerie Nicole de La Bastide, Luberon.
  - Novembre 2012 : Musée Hofer-Bury, Lavérune.
  - Juillet-Août 2011 : Galerie L’étang d’Art, Bages.
  - Novembre 2010 : Salle Saint Ravy, Montpellier.

Mars 2010 : galerie d’Est et d’Ouest, Paris.
- Novembre 2009 : galerie de La Glacière, Castelnau-le-lez.
- Juin 2009 : galerie La Maison, Le Luc, Charente.
- Mai 2009 : hôtel Le Mathurin, Paris.
- Mai 2008 : Jeune création contemporaine, hôtel Drouot, Paris.
- Juin-août 2007 : galerie L'Étang d'art, Bages.
- Avril 2007 : galerie Pascal Roman, Montpellier.
- Décembre 2005 : galerie Pascal Roman, Montpellier.
- Novembre 2005 : galerie Saint-Ravy, Montpellier.
- Septembre 2004 : galerie d’Est et d’Ouest, Paris.
- Mai 2004 : Chemin des artistes, Alet-les-Bains.
- Septembre 2003 : galerie Les Sources, Lamalou les bains.
- Juin 2003 : galerie l’Étang d’art, Bages.
- Novembre 2002 : Espace Beaujon, Paris.
- Juin 2002 : galerie 43, Paris.
- Janvier 2002 : hôtel de Région, Montpellier.
- Mars 2001 : Salon de gravure Le Trait, espace Renoir, Rueil-Malmaison.
- Octobre 2000 : Triennale mondiale de l'Estampe de Chamalières.
- Novembre 1999 : Salon Grand et jeunes d'aujourd'hui, quai Branly, Paris.
- Mai 1999 : prix de peinture du Salon de Boulogne-Billancourt.
- Décembre 1998 : galerie Les Trois Arts, Paris.
- Novembre 1998 : Salon de Boulogne-Billancourt.